# Nyeftyejuganszki járás
A Nyeftyejuganszki járás (oroszul Нефтеюганский район) Oroszország egyik járása Hanti- és Manysiföldön. Székhelye Nyeftyejuganszk.

## Népesség
- 2010-ben 44 815 lakosa volt, melyből 28 202 orosz, 4 552 tatár, 3 050 ukrán, 1 800 baskír, 581 azeri, 472 tadzsik, 455 csuvas, 423 hanti, 390 lezg, 345 üzbég, 313 mari, 298 csecsen, 272 fehérorosz, 261 kumik, 246 mordvin, 210 moldáv, 187 német, 113 kazah stb.